# ظهورات يسوع بعد القيامة
ظهورات يسوع بعد القيامة هي ظهورات يسوع الدنيوية المبلغ عنها لأتباعه بعد موته ودفنه. يُشير المؤمنون إليها كدليل على قيامته وهويته مشيحًا، جالسًا في الجنة إلى يمين الله (عقيدة تمجيد المسيح). يُفسر آخرون هذه الرويات على أنها تجارب خيالية.

## روايات الإنجيل

### أتباع يسوع المسيحيون اليهود الأوائل
ذُكرت ظهورات يسوع بعد القيامة لأول مرة في رسالة بولس الأولى إلى أهل كورنثوس. تسرد هذه الرسالة، بترتيب زمني على ما يبدو، الظهور الأول لبطرس، ثم لـ«الإثني عشر»، ثم لخمسمئة شخص دفعة واحدة، ثم ليعقوب (يُفترض أنه يعقوب أخو يسوع)، ثم لـ« للرسل أجمعين»، وأخيرًا لبولس نفسه. لا يذكر بولس أي ظهورات للنسوة، باستثناء «الأخوات» المشمولات بالـ500 شخص. ولا تذكر مصادر العهد الجديد الأخرى أي ظهورات لحشد من 500 شخص. هناك اتفاق عام على أن السرد ما قبل بولسي -يسمى غالبًا التعليم المسيحي للكنيسة الأولى- ولكن يقل الاتفاق حول مقدار السرد العائد إلى التقاليد والمقدار العائد إلى بولس: يرى معظم العلماء أن الظهورات لبطرس وللإثني عشر أصلية، لكن لا يؤمن جميعهم بالدرجة نفسها بالظهورات للـ 500 شخص، وليعقوب و«لكل الرسل».

### رسائل بولس
عزز بولس ادعاءاته بالسلطة الرسولية، بزعمه أن يسوع ظهر له بنفس الطريقة التي ظهر بها لبطرس ويعقوب والآخرين الذين عَرفوا يسوع في الحياة. يشرح في الرسالة الأولى إلى أهل غلاطية أن تجربته كانت وحيًا من يسوع («الإنجيل الذي بشرت به... تلقيته بوحي من يسوع المسيح») وإعلان عن يسوع («سرَّ الله ... أن يعلن ابنه فيّ»)). ويخبر قراءه في الإصحاح الثاني عشر من رسالته الثانية إلى أهل كورنثوس عن «إِنسان في المسيح... اختُطف إلى السماء الثالثة. أفي الجسد، أم خارج الجسد لست أعلم -«الله يعلم». يتحدث بولس في مكان آخر من الرسائل عن «الفخر» و«النور» و«وجه يسوع المسيح»، ورغم غموض اللغة، فمن المعقول أن يكون رأى يسوع مبجلاً، ومتوجًا في الجنة إلى يمين الله. لا يهتم كثيرًا بجسد قيامة يسوع، باستثناء قوله أنه ليس جسدًا دنيويًا: في رسالته إلى أهل فيلبي يصف كيف تمجّد المسيح القائم في جسد جديد مختلف تمامًا عن الجسد الذي كان عليه عندما ارتدى «مظهر رجل»، ويبشر بحالة مجيدة مماثلة، بقوله «سيغيّر يسوع المسيح شكل جسد تواضعنا»، كهدف للحياة المسيحية.

### الأناجيل وأعمال الرسل
لم يتضمن إنجيل مرقس (المكتوب نحو عام 70م) أي ظهورات بعد القيامة في نسخته الأصلية، التي انتهت عند مرقس 16: 8، رغم أن مرقس 16: 7، الذي يأمر فيه الشاب المُكتشف في القبر النسوة بإخبار «التلاميذ وبطرس» أن يسوع سيراهم مرة أخرى في الجليل، يُشير إلى احتمال معرفة المؤلف بحديث الرسالة الأولى إلى أهل تسالونيكي.
استند مؤلفو متى (80-90 م) ولوقا/أعمال الرسل (عمل مؤلف من جزأين لنفس المؤلف المجهول، يرجع تاريخه عادةً إلى نحو 80-90 م) في قصصهم عن حياة يسوع إلى إنجيل مرقس. لذلك، تختلف اختلافًا كبيرًا بعد مرقس 16: 8، حيث ينتهي مرقس باكتشاف القبر الفارغ. يوجد في إنجيل متى ظهوران بعد القيامة، الأول لمريم المجدلية و«مريم الأخرى» في القبر، والثاني، استنادًا إلى مرقس 16: 7، لجميع التلاميذ على جبل في الجليل، حيث يُعلن يسوع سلطانه على السماء والأرض ويكليف التلاميذ بالتبشير بالإنجيل للعالم كله. لا يذكر لوقا أيًا من الظهورات المذكورة في متى، ويناقضه صراحةً فيما يتعلق بالظهور في القبر (لوقا 24: 24)، ويستبدل القدس بالجليل كموقع وحيد. في لوقا، يظهر يسوع لكليوباس وتلميذ غير مسمى في الطريق إلى عمواس، ولبطرس (الذي أبلغ عنه الرسل الآخرون)، وللتلاميذ الأحد عشر المتبقين في اجتماع مع الآخرين. تصل الظهورات إلى ذروتها مع صعود يسوع بحضور التلاميذ المجتمعين على جبل خارج القدس. بالإضافة إلى ذلك، يذكر سفر أعمال الرسل ظهوره لبولس في الطريق إلى دمشق، وللشهيد إسطفانوس، ولبطرس، الذي سمع صوت يسوع.
كُتب إنجيل يوحنا بعد عام 80 أو 90م. وهو يذكر ظهور يسوع في القبر الفارغ لمريم المجدلية (التي لم تتعرف عليه في البداية)، ثم للتلاميذ ما عدا توما، ثم لجميع التلاميذ بمن فيهم توما (حادثة «توما المشكك»)، وينتهي مع ظهور مطول في الجليل لبطرس وستة (ليس كلهم) من التلاميذ. يُعتقد على نطاق واسع أن الإصحاح 21، الظهور في الجليل، هو إضافة لاحقة للإنجيل الأصلي.

## الآثار اللاهوتية
فهم أتباع يسوع اليهود الأوائل (المسيحيون اليهود) المسيح على أنه ابن الإنسان حسب المفهوم اليهودي، إنسان قام من الموت، بفضل طاعته الكاملة لإرادة الله، وصعد إلى السماء استعدادًا للعودة في أي وقت كابن الإنسان، الشخصية الخارقة التي تظهر في سفر دانيال 7: 13-14، المبشر بملكوت الله وحاكمه. ابتعد بولس بالفعل عن هذا الحديث التنبؤي نحو موقف تحظى فيه الكريستولوجيا وعلم الخلاص بالأولوية: لا يكون فيه يسوع الشخص الذي يعلن رسالة الملكوت الآتي قريبًا، بل يكون في الواقع هو الملكوت، والشخص الذي وجد فيه ملكوت الله بالفعل.
تُعد هذه أيضًا رسالة مرقس، وهي كتابة غير يهودية لكنيسة المسيحيين غير اليهود، الذين أصبح لهم يسوع «ابن الله» كائنًا إلهيًا، تُعد معاناته وموته وقيامته أمور أساسية لخطة الله للفداء. يقدم متى ظهور يسوع في الجليل (متى 28: 16-17) على أنه تأليه يوناني-روماني، يتحول فيه جسم الإنسان ليصبح مناسبًا للجنة. ولكنه يتجاوز الأشكال اليونانية الرومانية العادية، بإعلان يسوع امتلاكه «كل سلطان... في السماء والأرض» (28:18) - وهو إعلان لا يجرؤ أي بطل روماني على تقديمه- أثناء تكليف الرسل بإدخال العالم كله في مجتمع إلهي من البر والرحمة. ومن الجدير بالذكر أيضًا أن توقّعات المجيء الثاني الوشيك قد تأخرت: ستتحقق، ولكن يجب أن يتجمع العالم كله أولًا.
يُصوّر يسوع في إنجيل بولس والأناجيل الثلاثة الأولى، وكذلك في رؤيا يوحنا، على أنه يتمتع بمكانة عالية، لكن يمنع الالتزام اليهودي بالتوحيد المؤلفين من تصويره على أنه بمرتبة الله تمامًا. تم الوصول إلى هذه المرحلة لأول مرة في المجتمع المسيحي الذي أنتج الأدب اليوحناوي: فقط هنا في العهد الجديد، أصبح يسوع تجسيدًا للرب، جعل جسد يسوع القائم توما المشكك يهتف: «ربي وإلهي!»

## وصلات خارجية
- قيامة يسوع - الموسوعة الكاثوليكيَّة (بالإنجليزية)
- كالفن، جان، a تعقيبات حول ظهورات يسوع تبعًا ليوحنا (بالإنجليزية)